# Sant Domènec de Riba-roja d'Ebre
Sant Domènec de Riba-roja d'Ebre és una església de les darreres tendències de Riba-roja d'Ebre (Ribera d'Ebre) inclosa a l'Inventari del Patrimoni Arquitectònic de Catalunya.

## Descripció
Situada al barri de Sant Domènec, al final del carrer de Sant Antoni. Petita capella d'una nau de planta quadrangular sense absis. Està constituïda per una volta de canó reforçada exteriorment, que es prolonga formant volada a la part frontal. S'hi accedeix per un portal d'arc escarser arrebossat. Queda coronada per un petit campanar apuntat que arrenca des del reforç davanter, i queda obert a la part central amb una finestreta de mig punt, on hi ha la campana. L'acabat exterior és arrebossat i pintat de color blanc.